# Xenofrea simplicioi
Xenofrea simplicioi es una especie de escarabajo longicornio del género Xenofrea, tribu Xenofreini, subfamilia Lamiinae. Fue descrita científicamente por Santos-Silva & al. en 2020.

## Descripción
Mide 4,85 milímetros de longitud.

## Distribución
Se distribuye por Brasil.